# Aiyaz Sayed-Khaiyum
Aiyaz Sayed-Khaiyum est un avocat et homme politique fidjien.
Titulaire d'un Master en Droit de l'Université de Hong Kong, il est avocat auprès des hautes cours des Fidji et d'Australie.
À la suite du coup d'État militaire de décembre 2006, qui renverse un gouvernement perçu par l'armée comme corrompu et raciste, Sayed-Khaiyum devient l'une des principales figures du nouveau gouvernement à dominante militaire. Le premier ministre et chef des armées Voreqe Bainimarama le nomme procureur général et ministre de la Justice conjointement, ainsi que ministre des Entreprises publiques, des Communications, de l'Aviation civile, du Tourisme, des Industries et du Commerce, et de la Lutte contre la corruption. « Numéro deux du gouvernement  », il est chargé par ailleurs d'organiser les élections législatives de septembre 2014, qui doivent restaurer la démocratie après huit ans de régime militaire. Lors de ces élections, il est élu député (au scrutin proportionnel). Il conserve les postes de ministre des Entreprises publiques, du Service public, du Commerce et du Tourisme, et devient par ailleurs ministre des Finances. Il redevient procureur général le 6 octobre, après avoir brièvement cédé ce poste à Faiyaz Koya ; ce dernier se voit confier, à la place, les ministères du Commerce et du Tourisme.
Il conserve son siège de député aux élections de 2018, remportées de peu par le gouvernement. Il demeure procureur général, ministre de la Justice, de l'Économie, des Entreprises publiques et du Service public, et ministre des Communications.
Décrit comme « l'un des hommes les plus puissants des Fidji », il dispose d'une « très grande autorité » sur la politique menée par le gouvernement. Le 24 novembre 2020 il est fait compagnon de l'ordre des Fidji.
Le parti Fidji d'abord perd le pouvoir aux élections de 2022, auxquelles Aiyaz Sayed-Khaiyum est toutefois largement élu député. Il siège dès lors sur les bancs de l'opposition face au gouvernement de Sitiveni Rabuka. Le 1er janvier 2023, toutefois, il cesse d'être député lorsqu'il accepte de siéger à la Commission aux Affaires constitutionnelles et y est nommé par le président de la République sur proposition du chef de l'opposition parlementaire, Frank Bainimarama. Alipate Nagata, qui était le 27e candidat le mieux placé sur la liste du parti Fidji d'abord, devient automatiquement député à sa place.
Son frère cadet Riyaz Sayed-Khaiyum est le directeur général de la Fijian Broadcasting Corporation, la société publique de radiodiffusion des Fidji.